# L'Arnaque de Noël
L'Arnaque de Noël (Santa Con) est un téléfilm américain réalisé par Melissa Joan Hart, diffusé en 2014 sur Lifetime.

## Synopsis
Nick DeMarco, en liberté conditionnelle, est employé comme Père Noël pour gagner sa vie. Il promet à un petit garçon de réunir ses parents pour Noël. Mais réussira-t-il à exaucer ce vœu ?

## Fiche technique
- Titre original : The Santa Con
- Titre français : L'Arnaque de Noël
- Réalisation : Melissa Joan Hart
- Scénario : David Breckman
- Sociétés de production : Hartbreak Film
- Pays d'origine :  États-Unis
- Langue originale : anglais
- Format : couleur - 35 mm - 2,35:1 - son stéréo
- Genre : dramatique, sentimental
- Durée : 88 minutes
- Dates de diffusion[3] :
  -  États-Unis : 2014 sur Lifetime
  -  France : 20 octobre 2015 sur TF1 ; 2 décembre 2016 sur TF1 ; 9 décembre 2017 sur TF1[4]
  -  Belgique : 27 décembre 2023 sur Tipik

 Sauf indication contraire, les informations mentionnées dans cette section peuvent être confirmées par la base de données cinématographiques IMDb,  présente dans la section « Liens externes ».

## Distribution
- Barry Watson (VF : Mathias Kozlowski) : Nick DeMarco
- Melissa Sagemiller (VF : Laura Blanc) : Carol Guthrie
- Scott Grimes (VF : Axel Kiener) : John Guthrie
- Melissa Joan Hart (VF : Sarah Marot) : Rose DeMarco
- Jaleel White (VF : Diouc Koma) : Paul Greenberg
- Tucker Meek : Billy Guthrie
- Wendy Williams (VF : Françoise Vallon) : Pastor Ruth
- Dahn Ballard (VF : Laurence Charpentier): Olivia
- Lucy DeVito (VF : Audrey Sablé) : June
- Alimi Ballard (VF : Jérôme Rebbot) : Steve Repperton
- John Ratzenberger (VF : Michel Prud'homme) : Warden
- Matthew Porter : Walter Banfield

Version française
- Société de doublage : Mediadub International
- Direction artistique : Dorothée Pousséo
- Adaptation des dialogues : Galia Prate

 Source et légende : version française (VF) sur RS Doublage et selon le carton du doublage français télévisuel.